# Hatta Halli, Indi
Hatta Halli là một làng thuộc tehsil Indi, huyện Bijapur, bang Karnataka, Ấn Độ.